# Chiesa di Santa Maria Regina Apostolorum
La chiesa di Santa Maria Regina Apostolorum è una chiesa di Roma, nel quartiere Della Vittoria, in via Giuseppe Ferrari.
Fu costruita nel 1936 su progetto dell'architetto Luigi Francassini Guidi ed è affiancata dal convento dei padri Pallottini che ne sono i proprietari.
L'edificio è sede parrocchiale, istituita il 18 aprile 1936 dal cardinale vicario Francesco Marchetti Selvaggiani con il decreto “Divinitus collato” ed affidata agli stessi Pallottini.

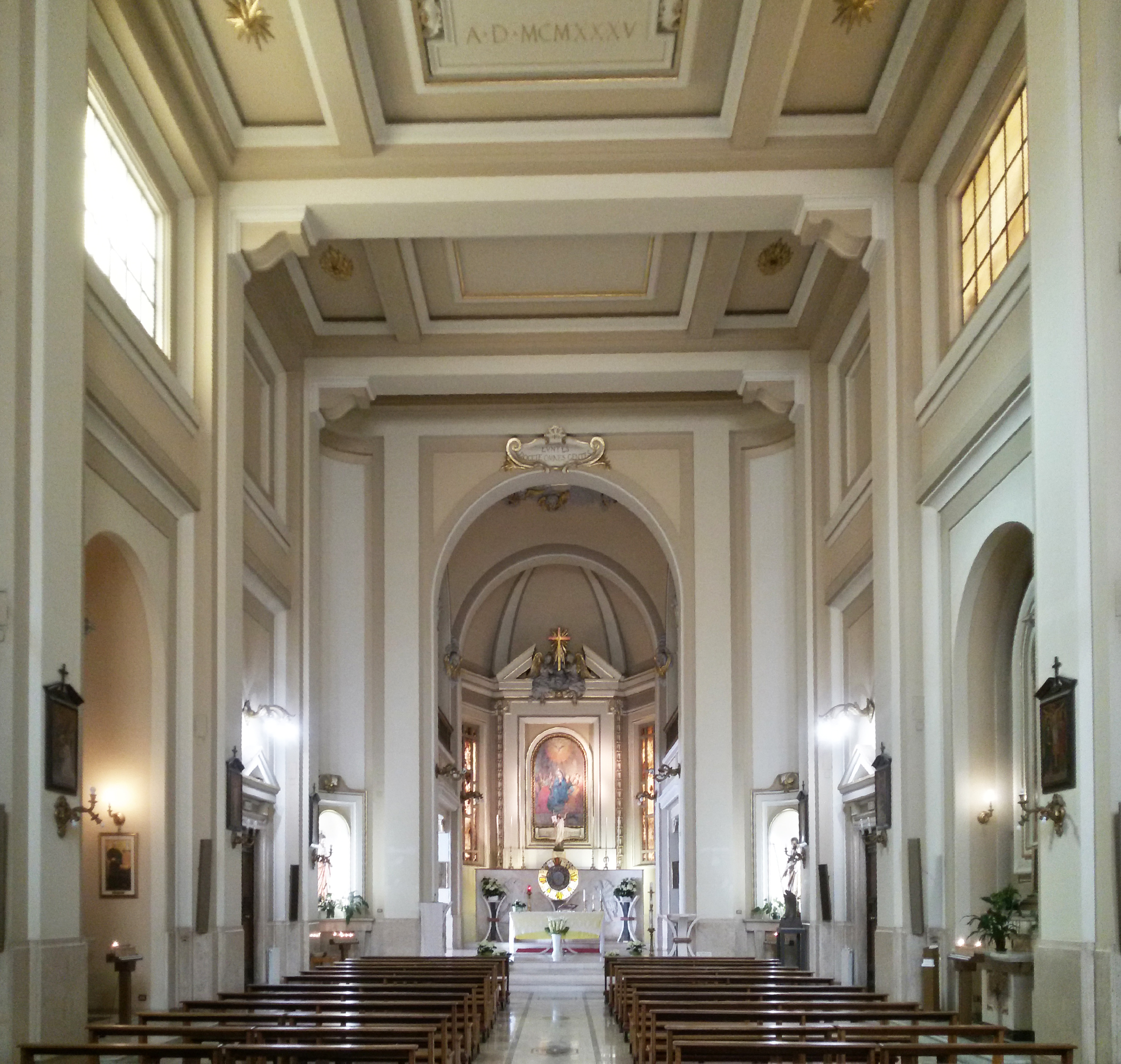
L'interno